# 大沼地熱発電所
大沼地熱発電所（おおぬまちねつはつでんしょ）は、秋田県鹿角市にある三菱マテリアルが管理運営する地熱発電所。

## 概要

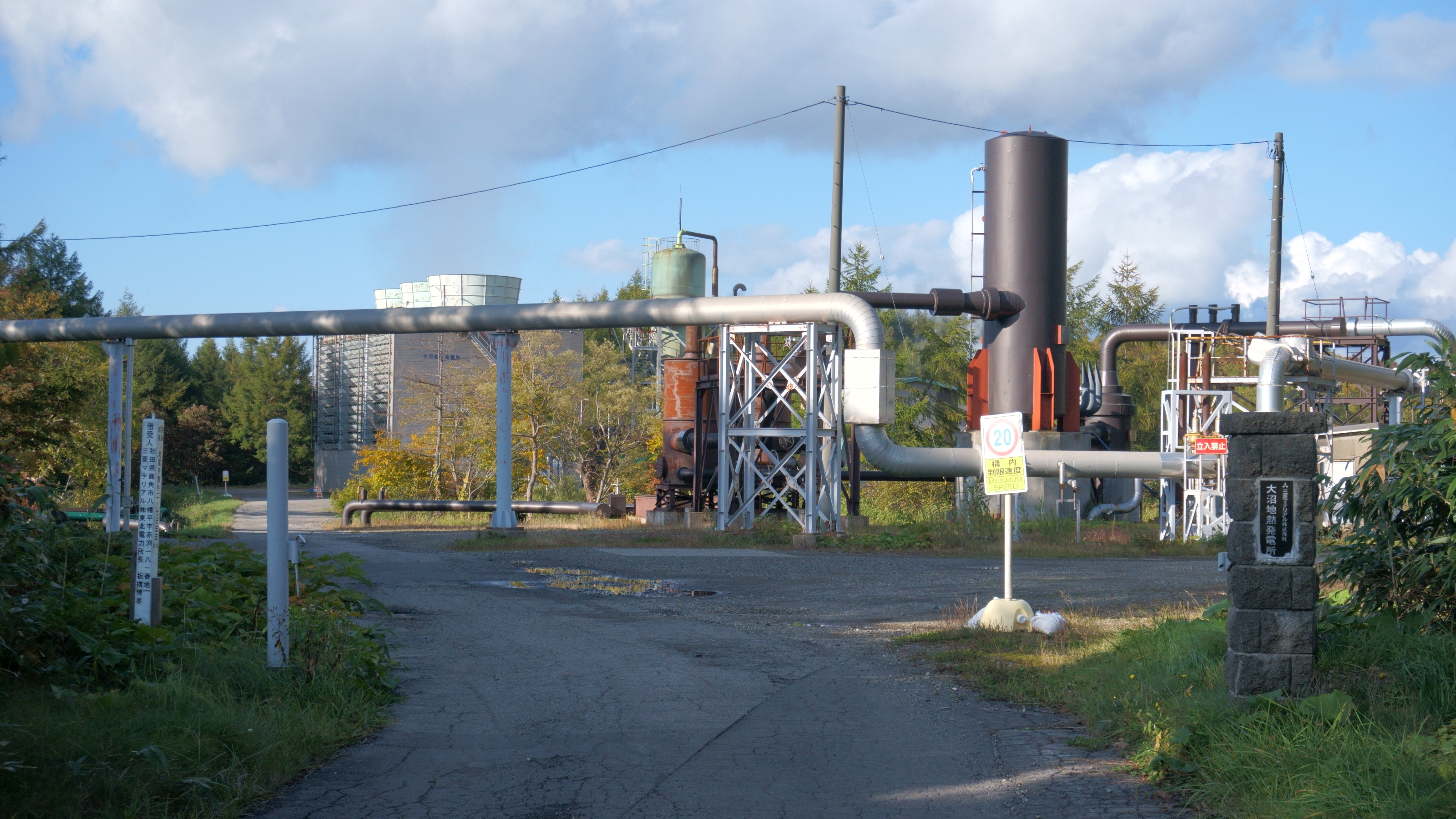
大沼地熱発電所入り口

八幡平の秋田県側山麓にある日本で3番目に古い地熱発電所で、1974年（昭和49年）から発電を開始した。当初は出力6,000kWであったが、1986年（昭和61年）に9,500kWに増強された。
周辺には八幡平温泉郷の温泉が点在し、発電所の近くを秋田県道23号大更八幡平線が通る。

## 発電設備
- 定格出力：9,500kW[1]
- 営業運転開始：1974年（昭和49年）6月17日